# 新北市私立南山高級中學
南山學校財團法人新北市南山高級中學（英語：Private Nanshan Senior High School，縮寫NSSH），位於新北市中和區的一所私立完全中學。

## 校史
1941年在中國大陸上海創校，當時名稱為私立正德技術職業學校。1946年更名為南山職業學校，而學校正式成立的年份也是以此為基準。1949年，由中國大陸撤退至台灣，暫停辦校。
1957年6月，在台灣復校並奉准立案，校址位於臺北縣中和鄉瓦磘村（今新北市中和區瓦磘里與枋寮里一帶），設置電機科、土木科、紡織科，並定名為私立南山工業職業學校，招收初級部與高級部學生。1958年附設工業補習學校。
1961年，增設綜合商業科，更名為私立南山商工職業學校；1968年因實施九年國教而停辦初中部。
1969年，籃球隊成立。1971年，更名為私立南山高級商工職業學校。1976年，增設美術工藝科；1987年增設資訊科；1988年增設廣告設計科，美術工藝科同時停辦。1989年，美術工藝科恢復招生，廣告設計科、綜合商業科、國際貿易事務科等3科停止辦理；另外增設幼兒保育科、電競科，南山幼兒園同時成立。
1991年，增設普通科，三年後改制普通高中，校名再更改為私立南山高級中學，同時國中部恢復辦理。1997年，增設資料處理科，美容科及補校停辦。2000年，開辦中和社區大學。
2001年，成立國中部音樂藝能班，商業經營科停辦。2002年，國中部增設數理資優群。2003年，國中部增設英文資優班「雙語菁英群」。2011年，學校全銜變更為南山學校財團法人新北市南山高級中學。

## 歷屆校長及董事長
| 任別             | 姓名             |                  |                  |                  |
| 歷任校長         | 歷任校長         | 歷任校長         | 歷任校長         | 歷任校長         |
| 中國大陸上海時期 | 中國大陸上海時期 | 中國大陸上海時期 | 中國大陸上海時期 | 中國大陸上海時期 |
| ---------------- | ---------------- | ---------------- | ---------------- | ---------------- |
| 1                | 應仲傑           |                  |                  |                  |
| 中華民國時期     |                  |                  |                  |                  |
| 1                | 應仲傑           |                  |                  |                  |
| 2                | 黃玉齊           |                  |                  |                  |
| 3                | 曹彬             |                  |                  |                  |
| 4                | 張鈺             |                  |                  |                  |
| 5                | 張文華           |                  |                  |                  |
| 6                | 孫繼泉           |                  |                  |                  |
| 7                | 王繼光           |                  |                  |                  |
| 8（現任）        | 蔡銘城           |                  |                  |                  |
| 歷任董事長       |                  |                  |                  |                  |
| 中國大陸上海時期 |                  |                  |                  |                  |
| 1                | 曹俊             |                  |                  |                  |
| 2                | 宣鐵吾           |                  |                  |                  |
| 中華民國時期     |                  |                  |                  |                  |
| 1                | 曹俊             |                  |                  |                  |
| 2                | 宣鐵吾           |                  |                  |                  |
| 3                | 林熊祥           |                  |                  |                  |
| 4                | 林崇智           |                  |                  |                  |
| 5                | 鄭森棨           |                  |                  |                  |
| 6                | 孫繼泉           |                  |                  |                  |
| 7（現任）        | 王繼光           |                  |                  |                  |

## 部別
- 幼兒園
- 國小課後輔導班
- 國中部
- 高中部
  - 普通科
  - 應用英語科

## 建築
目前主校區內總共有7棟大樓：
- 熊祥大樓：該樓目前供體育組、保健室、跑班教室及國中一年級使用，頂樓作為菜圃之用。
- 正德大樓：正確名稱為「正德樓」，1973年增建，原名「行政大樓」，目前為音樂教室、總務處、諮商中心（即俗稱之輔導處）、電腦教室、高二部分班級所在。
- 崇智大樓：1995年完工，紀念故董事長林崇智先生而命名，現作為國中教室、籃球隊宿舍、校安中心、跑班教室、多功能實驗室使用，頂樓並有地科教室（包含一座露天氣象觀測站）和仙人掌園（溫室）。
- 幼保大樓：目前供幼兒園使用，設有小型游泳池，紀念故天才寶寶林幼保。
- 曹俊大樓：1998年啟用，紀念故董事長曹俊先生而命名，目前供南山藝廊、南山學園服務中心、教務處、高二、高三、國三部分班級使用，另有多功能表演場地「精宏館」、閱覽室「三三堂」以及5樓的兩座空中花園和頂樓花園「豫豫園」，地下一樓為教職員停車場和資源回收處理場。
- 自強大樓、行健大樓：2006年啟用，為主校區規模最大之大樓，自強大樓為校長室、秘書室、會計室和不分科老師辦公室等處室以及國一、國二部分班級、大型閱覽室以及圖書館之所在地；行健大樓則為健身房及舞蹈教室、更衣室、淋浴間、體育館之所在地。此兩棟樓為挑高設計，設有一座排球場、五座半場之籃球場，地下層設有羽毛球、桌球場。
- 大中至正樓：地上11樓，地下2樓，已於2013年10月26日完工啟用。地下室為大師工坊，平面一樓為鹿鳴書屋，二至六樓為高中部班級教室，七至十樓為各科實驗室，頂樓作為生物科實作場地使用。

已拆除：
- 美育大樓：原名「美工大樓」，興建於1971年，最原始作為男生宿舍用，在2012年6月2號時正式拆除改建，拆除前作為陶藝教室、資訊科實習工場（基本電學實驗室、電子學實驗室）、普通科一年級部分班級、自然科及數學科教師辦公室使用。（拆除改建為大中至正樓）

該校另有「漳和二校區」，係該校向新北市立漳和國民中學租借，該校可由「義宜門」進出，目前作為教職員停車場、垃圾場、交通車上下車之用，並設有兩座全場、五座半場之籃球場和一座足球場。
為了方便兩學校場地互用，在漳和一校區（即漳和國中主校區）與南山中學之間設有「禮理門」相通，平時不開放。

## 籃球隊

### 男子籃球隊
南山高中男子籃球隊成立於HBL以前，從HBL第1屆開始活躍，拿下8座冠軍，為HBL男子組奪冠最多次紀錄。
- 2007年（95學年度）HBL總冠軍。
- 2008年（96學年度）HBL總冠軍，首度二連霸。
- 2009年（97學年度）HBL季軍。
- 2010年（98學年度）HBL季軍。
- 2011年（99學年度）HBL亞軍。
- 2012年（100學年度）HBL總冠軍，隊史第六冠。
- 2014年（102學年度）HBL殿軍。
- 2015年（103學年度）HBL殿軍。
- 2016年（104學年度）HBL總冠軍，隊史第七冠。
- 2017年（105學年度）HBL亞軍

（之後與滬江女籃一起參加在克羅埃西亞舉辦的世界中學生籃球錦標賽。預賽1勝2負，排位賽4連勝，獲得第17名）
- 2018年（106學年度） HBL季軍。
- 2019年（107學年度）HBL亞軍
- 2020年（108學年度）HBL季軍。
- 2021年（109學年度）HBL亞軍。
- 2022年（110學年度）HBL亞軍。
- 2023年（111學年度）HBL亞軍。
- 2024年（112學年度）HBL總冠軍，隊史第八冠。
- 2025年（113學年度）HBL亞軍。

### 女子籃球隊
和自家男籃相比，南山女籃儘管相對知名度不高，也培養出馬怡鴻等女籃名將。

## 聯誼學校
- 華僑中學
- 槟城锺灵国民型华文中学
- 浦和高校（日语：埼玉県立浦和高等学校）
- 新亞中學
- 北京市第八中學
- 北京市第四中學
- 天津市第一中學
- 上海市晋元高级中学[3]

## 外部連結
25°00′6.45″N 121°30′14.28″E / 25.0017917°N 121.5039667°E
- 新北市南山中學 （页面存档备份，存于）